# Alexej von Jawlensky
Alexej von Jawlensky, oorspronkelijk genaamd Aleksej Georgiejevitsj Javlenski (Russisch: Алексей Георгиевич Явленский) (Torzjok Rusland, 25 maart 1864 of 1865 – Wiesbaden, 15 maart 1941) was een Russisch expressionistisch schilder.

## Biografie

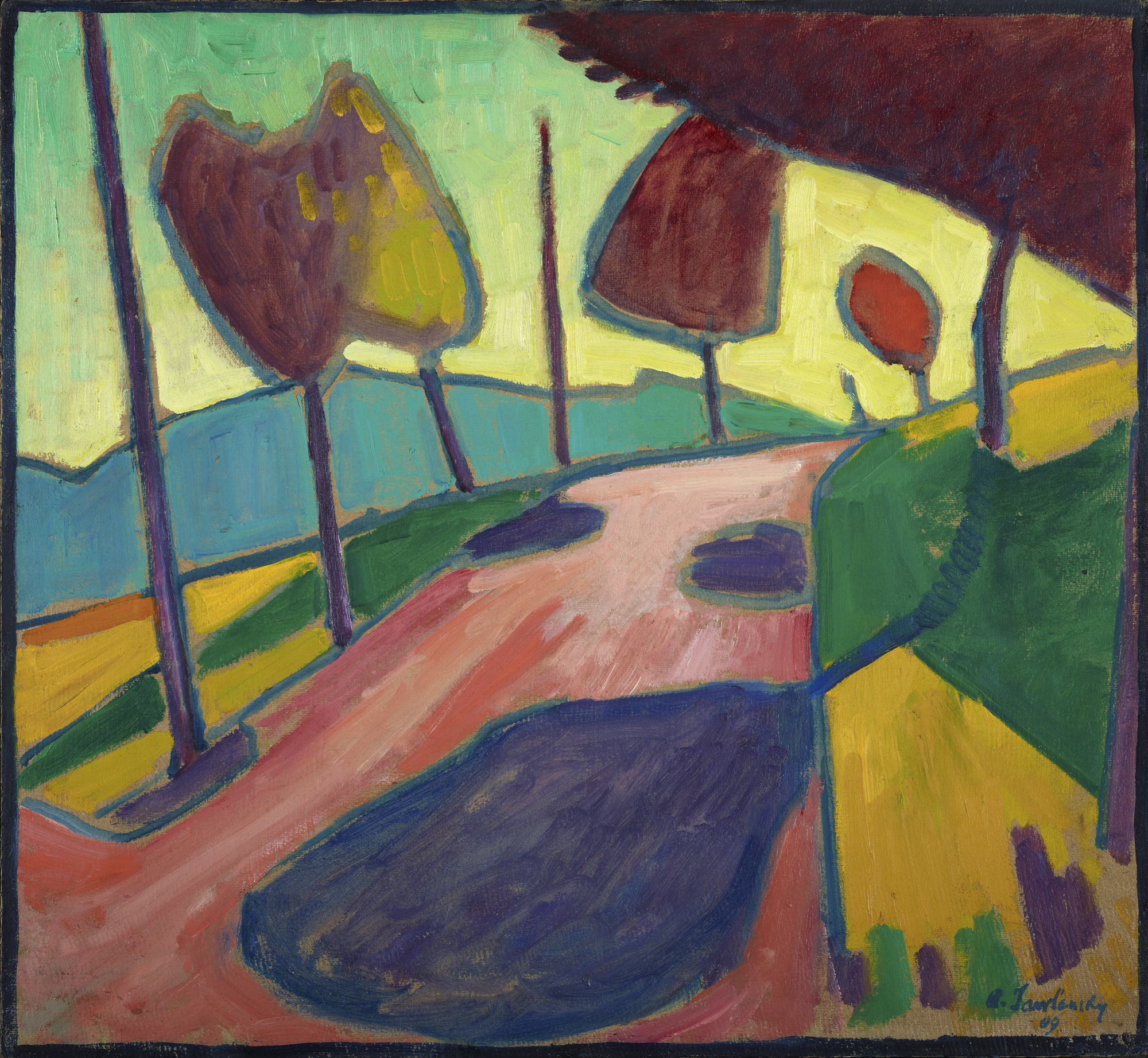
Landschap bij Murnau, 1909, Städtische Galerie im Lenbachhaus, München

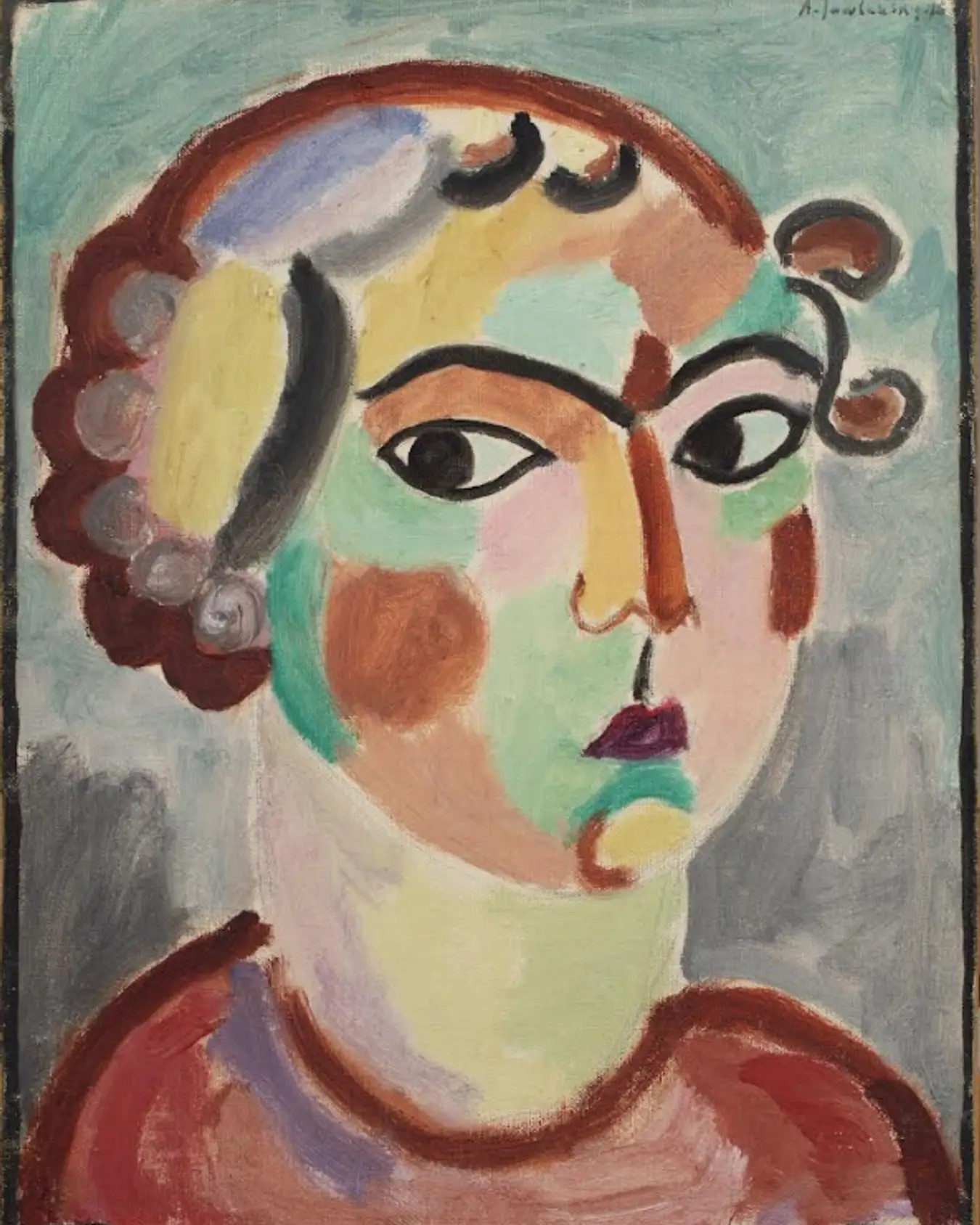
Vrouwenportret (1916; in 2024 in Nederland opgedoken schilderij van Jawlensky)

Alexej von Jawlensky studeerde tussen 1889 en 1893 aan de Academie van Beeldende Kunsten in Sint-Petersburg, o.a. onder Ilja Repin.
In 1896 vertrok hij vanuit daar, samen met Marianne von Werefkin, voor een reis door Europa. In datzelfde jaar kwamen zij terecht in München in Duitsland, waar zij tot 1899 bleven wonen. In die tijd raakte hij bevriend met Wassily Kandinsky.
Tussen 1903 en 1907 maakte hij samen met Marianne von Werefkin een reis door Frankrijk, waarbij zij langere tijd in Parijs, Normandië, Bretagne en de Provence verbleven. Wanneer hij met Marianne von Werefkin getrouwd is is onbekend.
Vanaf 1908 bracht hij de zomers door in het dorpje  Murnau am Staffelsee met Von Werefkin, Kandinsky en Gabriele Münter, waar veel werken ontstonden.
In 1910 richtte hij samen met zijn vrienden de  kunstenaarsvereniging München op. Al een jaar later verliet hij deze vereniging en startte met Franz Marc de nieuwe kunstenaarsgroep Der Blaue Reiter.
Tijdens de Eerste Wereldoorlog werd Jawlenski in Duitsland gezien als vijand. Hierdoor vluchtte hij in 1914 naar Saint-Prex in Zwitserland. Hij leefde daar sober en teruggetrokken. Geïnspireerd door Bach's Goldbergvariaties schilderde hij steeds opnieuw hetzelfde uitzicht, de volgende nèt iets anders dan de vorige, maar wel steeds abstracter.
In 1918 verhuisden zij naar Ascona aan de Zwitserse kant van het Lago Maggiore.
Vanaf 1921 woonden zij in Wiesbaden. In 1922 scheidden Marianne en Alexej; Marianne keerde terug naar Ascona en Alexej bleef met zoon André in Wiesbaden wonen.
In latere jaren werd Jawlenski getroffen door ernstige artrose en verlamming aan zijn vingers en ellebogen. In de jaren '30, toen hij al ernstig ziek was en alleen nog met gestrekte armen kon schilderen zei hij:

In mijn laatste periode hebben mijn werken een heel klein formaat, maar zijn de schilderijen nog intensiever, spreken alleen vanuit de kleur. Omdat ik voelde dat ik door mijn ziekte in de toekomst niet meer zou kunnen werken, werkte ik als een bezetene aan mijn kleine Meditaties.

Dat hij als een bezetene werkte werd zijn kleindochter wel duidelijk, die al 2.400 olieverfschilderijen gelokaliseerd had.

## Musea
Werken van Von Jawlensky bevinden zich onder meer in:
- Museum Wiesbaden in Wiesbaden
- Museum Ostwall in Dortmund
- Städtische Galerie im Lenbachhaus in München
- Norton Simon Museum, Pasadena
- Sprengel-Museum, Hannover
- Staatsgalerie Stuttgart, Stuttgart
- Long Beach Museum of Art, Long Beach
- Kunstmuseum Den Haag, Den Haag

## Werken

### Schilderijen (tot 1914)

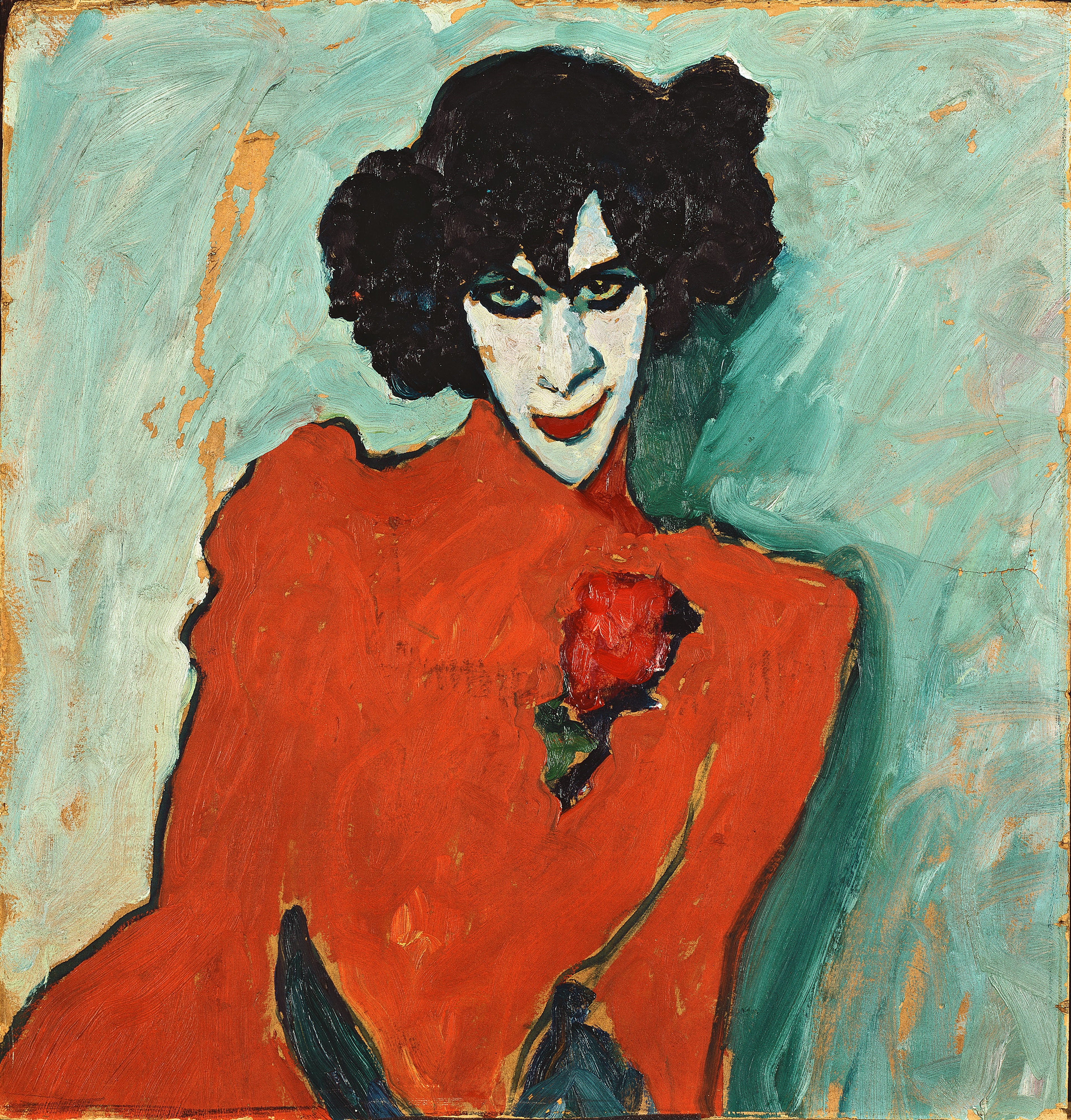
Bildnis Alexander Sacharoff (1909)

- Der Bucklige, Städtische Galerie im Lenbachhaus, München, 1905
- Porträt Hedwig Kubin, Städtische Galerie im Lenbachhaus, München, 1906
- Sommertag, Museum Wiesbaden, Wiesbaden, 1907
- Mittelmeerküste, Museum Folkwang, Essen, rond 1907
- Bildnis Frau Epstein, Neue Galerie, Kassel, 1907-09
- Damenbildnis, Österreichische Galerie Belvedere, Wenen, rond 1908
- Sommerabend in Murnau, Städtische Galerie im Lenbachhaus, München, rond 1908/9
- Stilleben, Kunsthalle Bremen, Bremen), 1908
- Bildnis Alexander Sacharoff, Städtische Galerie im Lenbachhaus, München, 1909
- Weiße Feder, Staatsgalerie, Stuttgart, 1909
- Dame mit Fächer, Museum Wiesbaden, Wiesbaden, 1909
- Mädchenporträt, Kunstmuseum Düsseldorf, Düsseldorf, 1909
- Mädchen mit Pfingstrosen, Von-der-Heydt-Museum, Wuppertal, 1909
- Murnauer Landschaft, Moderne Galerie, Saarbrücken, 1909
- Mädchen mit roter Schleife, Leopold-Hoesch-Museum, Düren, 1910
- Sitzender weiblicher Akt, Städtische Galerie im Lenbachhaus, München, rond 1910
- Murnau, Kunstmuseum Düsseldorf, Düsseldorf, 1910
- Murnau, National Gallery of Art, Washington D.C., 1910
- Landschaft bei Murnau, Kunstmuseum Den Haag, Den Haag, 1910
- Kind mit Puppe, Museo Thyssen-Bornemisza, Madrid, 1910
- Nikita, Museum Wiesbaden, Wiesbaden, 1910
- Bucklige Fischersfrau, Collectie Dichand, Wenen, 1911
- Der Buckel (part. bezit), 1911
- Stilleben, Hamburger Kunsthalle, Hamburg, 1911
- Frauenkopf, Scottish National Gallery of Modern Art, Edinburgh, 1911
- Violetter Turban (part. bezit), 1911
- Landschaft an der Ostsee, Collectie Im Obersteg, Bazel, 1911
- Russin, Kunsthalle Bielefeld, Bielefeld, 1911
- Der Gärtner, Milwaukee Art Museum, 1912
- Selbstbildnis, Museum Wiesbaden, Wiesbaden, 1912
- Reife, Städtische Galerie im Lenbachhaus, München, rond 1912
- Roter Schleier, Museo Thyssen-Bornemisza, Madrid, 1912
- Hügel, Museum Ostwall, Dortmund, 1912
- Turandot II, Sprengel-Museum, Hannover, 1912
- Lola 1912
- Dame mit blauem Hut, Museum Abteiberg, Mönchengladbach, 1912/3
- Die Spanierin, Städtische Galerie im Lenbachhaus, München, 1913

### Serie Variaties

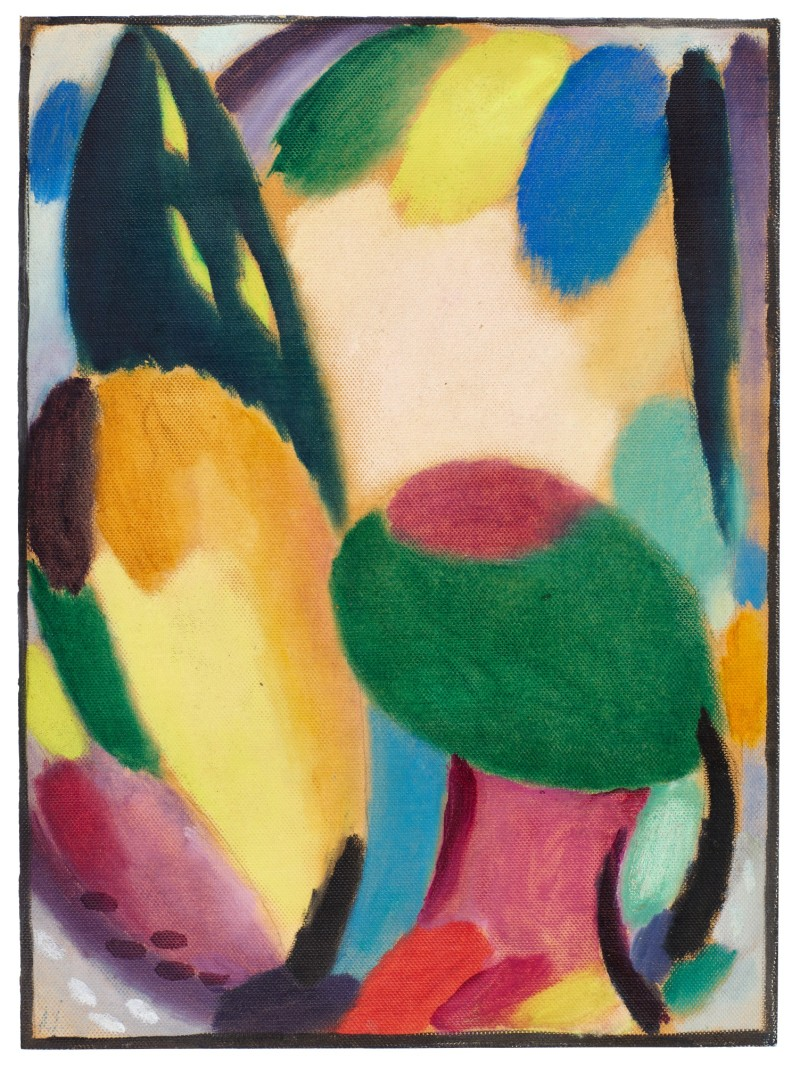
Variatie Herfst, 1917

- Nacht, Kunstmuseum Basel, Bazel, 1916
- Nacht in St. Prex, Städtische Galerie im Lenbachhaus, München, 1916

### Serie Abstracte Koppen

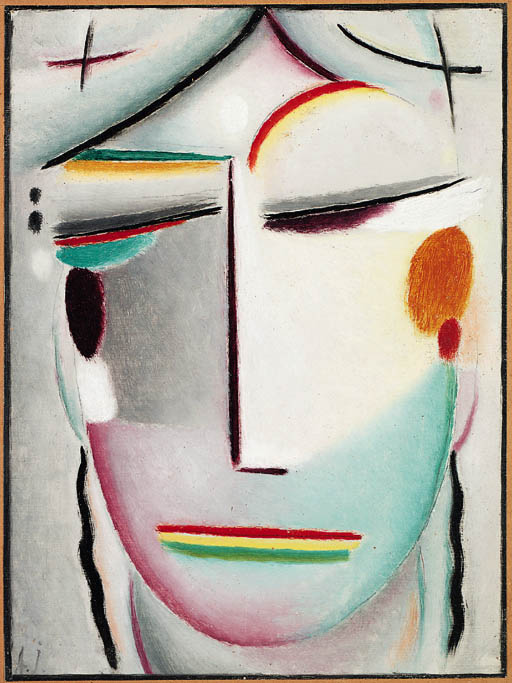
Heilandsgezicht, ca. 1921

- Das Gebet, Städtische Galerie im Lenbachhaus, München, 1922
- Kopf, Rotes Licht, San Francisco Museum of Modern Art, San Francisco, 1926
- Symphonie Schwarz-Rot, Kaiser Wilhelm Museum, Krefeld, 1929
- Rotes Licht, Museum Wiesbaden, Wiesbaden, 1930
- Kopf, Nationalgalerie, Berlijn, 1932

### Serie Meditaties
- Erinnerung an meine kranken Hände, Museum Wiesbaden, Wiesbaden, 1934
- Meditation, Pfalzgalerie, Kaiserslautern, 1934
- Meditation, Erzabtei St. Martin, Beuron, 1936